# Jan Kamelský

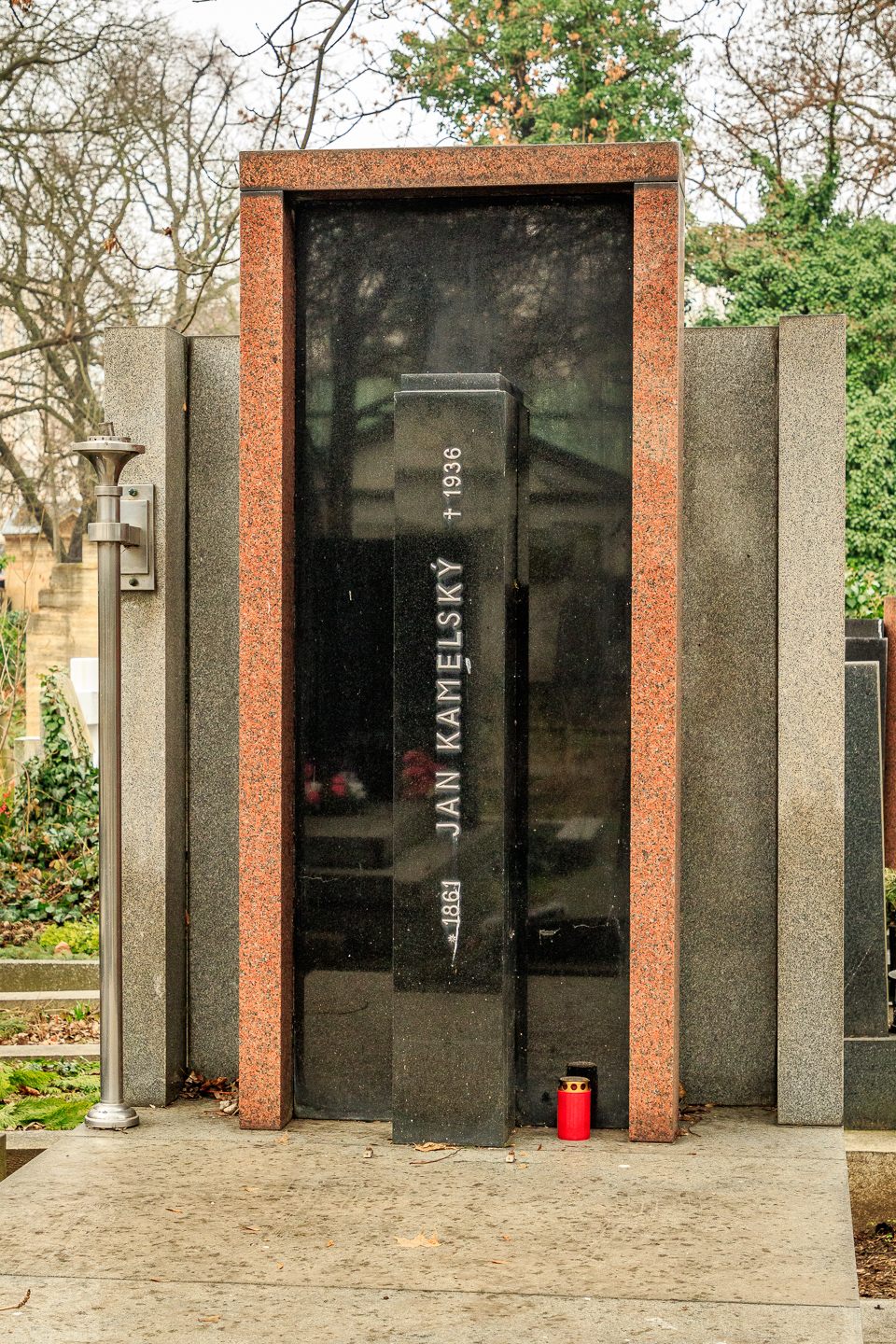
Jan Kamelský - hrob Olšanské hřbitovy

Jan Kamelský (1. listopadu 1861 Praha – 25. března 1936 tamtéž) byl československý politik a meziválečný poslanec Národního shromáždění za Československou národní demokracii.

## Biografie
Podle údajů k roku 1923 byl profesí klempířem, redaktorem a členem živnostenské rady Praze.
Po parlamentních volbách v roce 1920 získal za Československou národní demokracii poslanecké křeslo v Národním shromáždění za Československou stranu socialistickou. Mandát ale získal až dodatečně roku 1923 jako náhradník poté, co byl zabit poslanec Alois Rašín.
Zemřel 25. března 1936 v Praze. Pohřben je na Olšanských hřbitovech V-6-78